# Кок-Хаакский сумон
Кок-Хаакский сумон — административно-территориальная единица (сумон) и муниципальное образование со статусом сельского поселения в Каа-Хемском кожууне Тывы Российской Федерации.
Административный центр и единственный населённый пункт сумона — село Кок-Хаак.

## Население
| 2017 | 2018 |
| ---- | ---- |
| 405  | ↘399 |